# Мабиноги о Пуилу
Мабиноги о Пуилу (вел. Pwyll Pendefig Dyfed, „Пуил, господар Диведа”) је легендарна прича из средњовековне велшке књижевности и прва од Четири гране Мабиногија. Говори о пријатељству између Пуила, господара Диведа, и Арауна, господара Ануна (Загробног света), о удварању и браку Пуила и Ријанон, као и о рођењу и нестанку Придерија. Ова грана уводи више елемената који се поново јављају у каснијим делима, укључујући савез између Диведа и Ануна, као и непријатељство између Пуила и Гваула. Заједно са осталим гранама, прича се може пронаћи у средњовековним делима Црвена књига Хергеста и Бела књига Ридерха.

## Синопсис
Док је једном приликом ловио у Глин Куху, Пуил, господар Диведа, одваја се од својих сапутника и наилази на чопор ловачких паса који су се хранили убијеним јеленом. Пуил отера те псе и пушта своје да се хране, што изазива гнев Арауна, господара оностраног краљевства Анун. Као накнаду, Пуил пристаје да замени место с Арауном на годину и један дан, преузимајући његов изглед и положај на двору. По истеку те године, Пуил се упушта у двобој са Хафганом, Арауновим ривалом, и смртно га рањава једним ударцем, чиме омогућава Арауну да постане врховни владар целог Ануна. Након Хафганове смрти, Пуил и Араун се поново састају, враћају у своје изворне облике и одлазе назад на своје дворове. Њих двојица постају добри пријатељи, јер је Пуил током целе године одбијао да има односе с Арауновом женом. Због успешне управе над Ануном, Пуил добија титулу Пуил Пен Анун — „Пуил, глава Ануна”.
Неко време касније, Пуил и његови племићи пењу се на брдо Горсед Арберт и угледају Ријанон, која им се појављује као прелепа жена у хаљини од златног свиленог броката, јашући блиставог белог коња. Пуил шаље своје најбоље коњанике за њом, али она их увек претекне, иако њен коњ никад не иде брже од мирног хода. После три дана, Пуил јој коначно довикне и замоли је да стане. Ријанон одмах стаје и каже да би радо стала и раније, само да ју је позвао, што би било боље и за коња. Тада му открива да је дошла у потрази за њим, јер би се радије удала за њега него за свог вереника, Гваула ап Клуда.
Они заказују венчање за тачно годину дана од првог сусрета, и на тај дан Пуил креће на двор Хивајда Хена. Током свадбене гозбе појављује се један човек и тражи да изнесе молбу Пуилу, који му одговара да може да затражи шта год пожели. Човек се тада открива као Гваул ап Клуд и тражи Ријанон и свадбену гозбу, што Пуил мора да му уступи. Ријанон, незадовољна овим развојем догађаја, објашњава да је гозба њена, а не Пуилова, и да је већ обећана гостима и домаћинима. Она предлаже да се након једне године приреди једнака гозба за њу и Гваула, и он се повлачи у своје краљевство.
Годину дана касније, на дан гозбе, појављује се прерушени Пуил са чаробном врећом коју му је дала Ријанон, како би затражио један захтев. Гваул ап Клуд, опрезнији од Пуила, одговара да ће му га испунити ако је разуман. Пуил затим тражи само онолико хране колико је потребно да се напуни његова врећа. Гваул пристаје, али врећа је чаробна и не може се напунити. На крају Гваул ап Клуд сам улази у врећу да би испунио обећање, након чега је Пуил затвара, а његови људи је обесе и почињу да ударају по њој.
По савету племића, Пуил и Ријанон покушавају да добију наследника, и коначно им се рађа дечак. Међутим, те ноћи он мистериозно нестаје док је био под надзором шест Ријанониних дворских дама. Да би избегле краљев гнев, жене просипају псећу крв на успавану Ријанон и оптуже је за чедоморство и људождерство, тврдећи да је појела и „уништила” сопствено дете. Ријанон је приморана да чини покору за свој „злочин”.
Тејрнон, господар Гвент Ис Коида и Пуилов бивши вазал, затим проналази дете поред штале. Он и његова жена усвајају дечака и дају му име Гури Валт Ерин (Гури Златокоси), зато што му је „сва коса била жута као злато”. Дете расте натприродном брзином, а како сазрева, све више личи на Пуила. На крају Тејрнон схвата његов прави идентитет. Дечак је затим одведен Пуилу и Ријанон и добија ново име — Придери, што значи „брига”.
Причa се завршава Пуиловом смрћу и Придеријевим ступањем на престо.